# 天泰
天泰（1215年十月—1223年）是蒲鮮萬奴建立的东夏政权的年号，共9年。

## 纪年對照表
| 天泰 | 元年   | 二年   | 三年   | 四年   | 五年   | 六年   | 七年   | 八年   | 九年   |
| ---- | ------ | ------ | ------ | ------ | ------ | ------ | ------ | ------ | ------ |
| 公元 | 1215年 | 1216年 | 1217年 | 1218年 | 1219年 | 1220年 | 1221年 | 1222年 | 1223年 |
| 干支 | 乙亥   | 丙子   | 丁丑   | 戊寅   | 己卯   | 庚辰   | 辛巳   | 壬午   | 癸未   |

## 同期其他政权使用的年号
- 中國
  - 嘉定（1208年－1224年）：宋—宋寧宗趙擴之年號
  - 貞祐（1213年－1217年）：金—金宣宗完顏珣之年號
  - 興定（1217年－1222年）：金—金宣宗完顏珣之年號
  - 元光（1222年－1223年）：金—金宣宗完顏珣之年號
  - 興隆（1216年－1217年）：金時期—張致之年號
  - 順天（1216年）：金時期—郝定之年號
  - 天威（1216年）：金時期—耶廝不之年號
  - 天德（1216年）：金時期—耶律金山之年號
  - 光定（1211年－1223年）：西夏—夏神宗李遵頊之年號
  - 乾定（1223年－1226年）：西夏—夏獻宗李德旺之年號
  - 天開（1205年至1225年）：大理—段智祥之年號
- 越南
  - 建嘉（1211年－1224年）：李朝—李旵之年號
- 日本
  - 建保（1214年－1219年）：後鳥羽上皇之年号
  - 承久（1219年－1222年）：後鳥羽上皇之年号
  - 貞應（1222年－1224年）：後堀河天皇之年号

## 深入閱讀
- 李崇智. . 北京: 中華書局. 2004年12月. ISBN 7101025129.
- 張紹維、李蓮.  (史學集刊1983年3期). 長春: 吉林大學. 1983年. ISSN 05598095.

## 参看
- 中國年號索引

| 前一年號： -- | 東夏國年號 | 下一年號： 大同 |